# Himmlische Kirche Christi

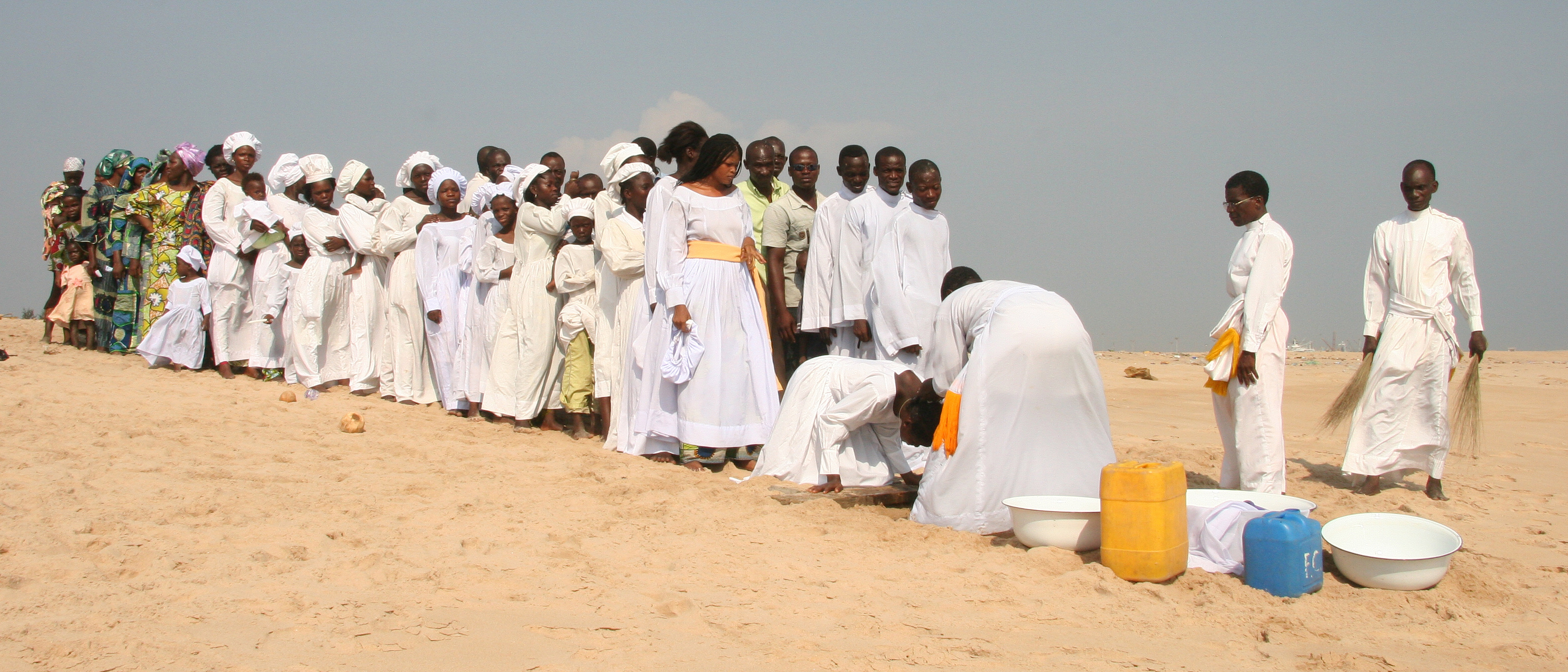
Reinigungszeremonie bei Cotonou in Benin

Die Himmlische Kirche Christi (englisch Celestial Church of Christ, kurz CCC), im frankophonen Raum Église du Christianisme Céleste, ist eine christliche Kirche, die 1947 in Dahomey, dem heutigen Benin, durch Samuel B. J. Oschoffa (1909–1985) gegründet wurde.
Sie breitete sich in der Folgezeit vor allem in Westafrika aus und ist heute die größte in der Gruppe der Aladura-Kirchen, der „betenden Kirchen“. Ihre Anhängerschaft wird auf über 15 Millionen geschätzt. Das offizielle Hauptquartier der Himmlischen Kirche Christi befindet sich in Porto-Novo in Benin, daneben ist auch die Stadt Imeko in Nigeria, Celestial City, bedeutend, die von Anhängern der CCC emphatisch als ihr „neues Jerusalem“ bezeichnet wird. Hier liegt auch der Gründungsvater Oschoffa begraben. Die CCC unterhält eine eigene Akademie in Lagos (Nigeria), die der Ausbildung der „Schäfer“, der Gemeindeleiter (etwa dem Pastorenamt in den Großkirchen vergleichbar) dient.

## Lehre und Glaubenspraxis
Der Name „himmlische Kirche“ leitet sich aus der Offenbarung des Johannes her, der zufolge im vierten Kapitel Engel mit den 24 Ältesten einen ständigen Gottesdienst im Himmel feiern, den die CCC nachstellt. Die CCC ähnelt in ihrer äußeren Erscheinungsform und Doktrin stark der Cherubim-und-Seraphim-Gesellschaft, auf die sie sich als ihre Vorgängerkirche ausdrücklich bezieht. Dabei nimmt sie es für sich in Anspruch, der Schlussstein einer Entwicklung zu sein. In diesem Sinne ist es zu verstehen, wenn sich die CCC als „letztes Schiff des Heils“ (last ship of salvation) bezeichnet. Charakteristisch für ihr Auftreten ist die weiße Soutane, mit der sich die Gemeindeglieder zum Gottesdienst begeben.
Ebenso wie die Cherubim-und-Seraphim-Gesellschaft (C&S) ist die CCC in ihren Gottesdiensten stark liturgisch ausgerichtet, was sie von den in Afrika heute dominierenden charismatischen christlichen Bewegungen unterscheidet. Die Liturgie erscheint wie eine Kompilation aus katholischen und protestantischen Elementen und unterstreicht, stärker als bei der C&S, somit ihren universalistischen Anspruch. Neben der Verwendung von Weihwasser und Weihrauch, dem Niederknien im Gebet und stark ritualisierter Gesten (die allerdings keinen eindeutig katholischen Hintergrund aufweisen) steht nichtsdestoweniger die Predigt im Mittelpunkt des Gottesdienstes. Auch erhält der Gemeindegesang eine bedeutende Rolle. Das Liederbuch der CCC umfasst annähernd 1000 Hymnen und Gesänge, die sowohl im Gottesdienst, als auch bei speziellen Gebeten Verwendung finden. Da es im Prinzip jedem Gottesdienstteilnehmer erlaubt ist, etwa während einer Predigt spontan ein Lied anzustimmen, fungiert der Gesang wie ein Dialog zwischen dem Liturgen und der Gemeinde. Eine weitere Gemeinsamkeit mit der C&S ist die ausgeprägte Verehrung von Engeln, allen voran des Erzengels Michael. Michael wird bei den „Celestians“ als Träger des Heiligen Geistes angesehen und bei jedem Gebet angerufen. Religionswissenschaftler haben in der Engelverehrung einen Ersatz für den traditionellen afrikanischen Ahnenkult gesehen. Gemeinsam ist beiden Kirchen auch die große Bedeutung der Propheten und Prophetinnen, welche die Orakel und Babalawos ersetzen. Die Propheten wollen ihren Gemeindegliedern sowie auch Menschen außerhalb ihrer Kirche durch sogenannte „spirituelle Arbeit“ Lebenshilfe geben. Manche Propheten sehen es aber auch als ihre Pflicht an, ganz wie im Alten Testament, bei den politischen Führern ihrer Länder die Einhaltung ethischer Grundsätze innerhalb ihrer Ämter anzumahnen.
Gottesdienste werden an drei Tagen abgehalten, dem Mittwoch (Mercy-day), dem Freitag (Power-day) und dem Sonntag. Da außerdem noch der Donnerstag als heiliger Tag eine besondere Rolle spielt, kann man hier die in vielen westafrikanischen Gesellschaften traditionelle Viertagewoche wiedererkennen.
Häufig kommt in Predigten und Äußerungen der Anhänger ein stark biblizistisches Glaubensverständnis zum Ausdruck, d. h. die Inhalte der Bibel werden als im Wortsinne wahr und verbindlich genommen. Trotzdem kann man bei dieser Kirche nicht unbedingt von einer fundamentalistischen Bewegung sprechen, da Dogmen und auch persönliche Glaubensüberzeugungen bei ihren Anhängern hinter der religiösen Praxis völlig zurücktreten. Insofern bewegt sich die CCC durchaus innerhalb einer afrikanischen Tradition, die Konfrontationen vermeidet und den sozialen Konsens vor das Persönliche sowie abstrakte Unterscheidungen stellt.
Mitglieder der CCC unterliegen verschiedenen Speisevorschriften. Vor allem Nahrungsmittel, die traditionell in Afrika als potentielle Träger magischer Kräfte gelten (etwa Kolanüsse) sind den Anhängern verboten. Daneben sind auch der Genuss von Schweinefleisch, Tabak und Alkohol untersagt. Die CCC beruft sich bei ihren Vorschriften auf den spirituellen Charakter ihrer Kirche, dem diese Substanzen widerstreben.

## Hierarchie
Es existiert eine ausgeprägte Hierarchie innerhalb der CCC. Etwa 20 Ränge führen von Bruder oder Schwester bis hinauf zum Pastor, der einen papstähnlichen Rang bekleidet. Dabei kommt eine besondere Bedeutung den Evangelisten zu (etwa Bischöfen und Kardinälen vergleichbar), die nicht nur die Einhaltung der Doktrin überwachen, sondern auch die politischen Entscheidungen innerhalb der Kirche treffen. Der Rang des Evangelisten kann nur von Männern bekleidet werden. Während untere Ränge durch die Evangelisten vergeben werden, werden die oberen Ränge durch Wahl innerhalb der Kirchenleitung bestimmt. Seit 2001 befindet sich die Kirche im Schisma, da man sich nicht mehr auf ein gemeinsames Oberhaupt einigen konnte. Der Rang des Pastors ist seitdem vakant. Die Spaltung verläuft vornehmlich zwischen dem anglophonen und dem frankophonen Teil der Kirche und beruht auf Kompetenzstreitigkeiten, nicht auf unterschiedlichen Lehrmeinungen.

## Ökumene
Ihrer Satzung entsprechend ist die CCC Teil der einen, heiligen, unteilbaren, spirituellen Kirche. In der Vergangenheit bemühte sie sich verschiedentlich um ökumenische Zusammenarbeit mit anderen Kirchen. So versuchte sie dem Weltkirchenrat beizutreten, scheiterte aber daran, dass sie sich nicht eindeutig von der polygamen Ehe distanziert. Im Jahr 1982 kam es zu einem Zusammentreffen zwischen Samuel Oschoffa und Papst Johannes Paul II.

## Kritik
Unter afrikanischen Christen ist die CCC, wie alle sogenannten „white garment churches“, also Kirchen, deren Mitglieder in weißer Soutane auftreten, umstritten. Während viele sie verdächtigen, mit okkulten Mächten in Verbindung zu stehen und nur eine christlich maskierte Fortsetzung heidnischer Kulte zu sein, sind andererseits die Propheten und Prophetinnen als Heiler und Zukunftsdeuter sehr gefragt. Die CCC wehrt sich entschieden gegen Vorwürfe des Heidentums oder des Synkretismus und legt Wert darauf, dass alle ihre Praktiken einen biblischen Hintergrund hätten. Schließlich gehörte es zur Vision des Gründungsvaters Oschoffa, gegen die „Fetischpriester“ vorzugehen.
Als sektiererisch wird die vielfach vollzogene Praxis der Wiedertaufe angesehen, die einen Bruch des ökumenischen Prinzips bedeutet. Die CCC verweist hier auf die besonderen Verhältnisse in Afrika, weil aufgrund obskurer Taufpraktiken in manchen Kirchen nicht von einer gültigen Taufe gesprochen werden könne. Viele Afrikaner wollten sich zudem aus Angst einer Taufe entziehen, indem sie fälschlich angäben, bereits getauft worden zu sein.